# Spineuteleuta celebensis
Spineuteleuta celebensis är en skalbaggsart som beskrevs av Stefan von Breuning 1961. Spineuteleuta celebensis ingår i släktet Spineuteleuta och familjen långhorningar.
Artens utbredningsområde är Sulawesi. Inga underarter finns listade i Catalogue of Life.